# Kick avec mes Nike
Albums de Busta Flex
Busta Flex
(1998)
Kick avec mes Nike est le premier maxi de Busta Flex. Il s'est écoulé à un peu plus de 3000 exemplaires.

## Liste des titres
Face Busta
1. A1. Kick Avec Mes Nike
2. A2. Aie Aie Aie feat. Lone
3. A3. Kick (Accapella)

Face Flex
1. B1. Hiphopcryt
2. B2. La Prison
3. B3. Hiphopcryt (Instrumental) [1]